# Guy Owen
Guy Ruchon Owen (22 agosto 1913 – 21 aprile 1952) è stato un pattinatore artistico su ghiaccio canadese, campione di pattinaggio di figura.
Iniziò a gareggiare in singolo, vincendo il campionato maschile juniores canadese del 1929. In seguito si specializzò nella gara a quattro, un evento del pattinaggio di figura praticato principalmente in Nord America ma quasi sconosciuto altrove. Assieme ai suoi compagni di quartetto Margaret Davis, Prudence Holbrook e Melville Rogers, Guy Owen vinse i campionati nazionali canadesi per cinque anni di fila dal 1933 al 1937, e tre edizioni consecutive (1933, 1935, 1937) dei North American Championships, una competizione a cadenza biennale che si svolgeva alternativamente in Canada e negli Stati Uniti.
Nel 1936 Owen si esibì in uno spettacolo sul ghiaccio al fianco di Sonja Henie. Nel 1938 sposò Maribel Vinson, pattinatrice statunitense vincitrice di nove titoli nazionali nel singolo donne, e la coppia si stabilì a Berkeley, in California. Passarono al professionismo, esibendosi in spettacoli sul ghiaccio come International Ice Skate Revue e poi allestendo uno show in proprio. Ebbero due figlie, Maribel Yerxa Owen (nata nel 1940) e Laurence Richon Owen (nata nel 1944), che diventarono entrambe pattinatrici come i genitori.
Morì per un attacco cardiaco nel 1952, a 38 anni. Fu sepolto nel Beechwood Cemetery di Ottawa.

## Palmarès

### Individuale maschile
| Evento              | 1929  | 1931 | 1932 | 1933 | 1934 | 1935 |
| ------------------- | ----- | ---- | ---- | ---- | ---- | ---- |
| Campionati canadesi | 1° J. | 4°   | 2°   | 2°   | 2°   | 3°   |

### Fours
(con Margaret Davis, Prudence Holbrook e Melville Rogers)
| Evento                       | 1932 | 1933 | 1934 | 1935 | 1936 | 1937 |
| ---------------------------- | ---- | ---- | ---- | ---- | ---- | ---- |
| North American Championships |      | 1°   |      | 1°   |      | 1°   |
| Campionati canadesi          | 2°   | 1°   | 1°   | 1°   | 1°   | 1°   |

(con Frances Claudet, Kathleen Lopdell e Melville Rogers)
| Evento                       | 1929 | 1930 | 1931 |
| ---------------------------- | ---- | ---- | ---- |
| North American Championships |      |      | 1°   |
| Campionati canadesi          | 2°   |      | 3°   |